# اهیوهیل
اهیوهیل (به انگلیسی: Ahiohill) یک منطقهٔ مسکونی در ایرلند است که در شهرستان کورک واقع شده‌است.